# Waldzell (Steinfeld)
Waldzell ist ein Gemeindeteil der Gemeinde Steinfeld im unterfränkischen Landkreis Main-Spessart in Bayern.

## Geographie

### Lage
Das Pfarrdorf liegt 294 m ü. NHN zwischen Karlstadt und Marktheidenfeld an der Kreisstraße MSP 12, in die die Kreisstraße MSP 22 aus Richtung Lohr am Main einmündet.

### Nachbargemarkungen
Nachbargemarkungen im Uhrzeigersinn im Norden beginnend sind Steinfeld, Urspringen, Ansbach, Erlach am Main und Pflochsbach.

### Gewässer
Auf dem Gemarkungsgebiet mündet im Westen der Gertraudengraben von links in den im Norden der Gemarkung entspringenden Zellergraben. Außerdem fließen im Süden der Gemarkung der Schneidergraben und der Bettelmannsgraben zum Riedgraben zusammen.

## Geschichte
Waldzell war eine eigenständige Gemeinde im Landkreis Lohr am Main bis zu dessen Auflösung. Seit dem 1. Juli 1972 gehört Waldzell zum Landkreis Main-Spessart und ist seit 1. Mai 1978 ein Ortsteil von Steinfeld. Letzter Bürgermeister war Helmut Kohlhepp. Das Dorf hatte (Stand 2020) 353 Einwohner mit Hauptwohnsitz.

## Religion
Waldzell ist katholisch geprägt. Die Kuratie St. Vitus gehört zum Dekanat Lohr.